# Maître d'Alcira
Le Maître d'Alcira, ou le Maître d'Alzira en catalan, est un peintre espagnol anonyme de la Renaissance, actif à Valence entre 1527 et 1550. 

## Biographie
Ce peintre a été découvert et nommé par Chandler Rathfon Post à partir du retable qui se trouve dans l'église Saint-Augustinn d'Alcira. Ce retable a été endommagé et démembré pendant la guerre civile.
Il a été probablement formé par Fernando Yáñez de la Almedina et Fernando Llanos.  
Par comparaison des styles, ce retable a été mis en relation avec d'autres œuvres, dans laquelle certains autres ouvrages comme les panneaux de l'Allégorie des passions humaines du musée des beaux-arts de Budapest ou Los Improperios (Le couronnement d'épines), du musée diocésain de Valence, réalisé vers 1535-1545, d'abord attribué à Vicente Macip avant d'être donné au Maître d'Alcira.

## Œuvres
- Prédelle du maître d'Alcira (1526) Musée Goya[1]
- Retable de la Vierge de l'église Saint-Agustín de Alcira (1527), démembré et partiellement conservé dans les écoles pies (Escolapios) de Gandía.
- Retable de saint Pierre et saint Paul de l'église paroissiale Saint-Pierre et Saint-Paul de Játiva (vers 1527)[2].
- Saint Michel (vers 1530)[3], conservé au musée des beaux-arts de Valence.
- Triptyque de Marie Madeleine (vers 1530) pour le couvent de Sagunto, conservé au musée diocésain de Valence.
- Saint Vincent martyr et Saint Vincent Ferrer (vers 1530), conservé au musée diocésain de Valence.
- Pietà avec saint Jean et Maríe Madeleine [4] (vers 1530), conservé au musée des beaux-arts de Valence.
- Allégorie des passions humaines (vers 1545), conservé au musée des beaux-arts de Budapest
- Improperios ou Le couronnement d'épines (vers 1535-1545), conservé au musée diocésain de Valence[5].
- Mort ou Dormition de la Vierge (vers 1527-1550), dans la Casa de Orduñas de Guadalest.
- Christ au-dessus du sépulcre avec trois anges (vers 1550), conservé au musée des beaux-arts de Valence[6].
- Panneaux de la Vie de saint Jacques (vers 1528-1553), conservés au musée national d'Irlande de Dublin.